# Таруффи, Пьеро
Пье́ро Тару́ффи (итал. Piero Taruffi, 12 октября 1906, Альбано-Лациале — 12 января 1988, Рим) — итальянский мотогонщик и автогонщик, пилот Формулы-1.

## Карьера
Пьеро Таруффи был всесторонним спортсменом, изначально успешно выступавший в теннисе и гонках на лыжах. В 1923 году дебютировал в мотогонках, после того, как его отец, хирург Помпео Таруффи, купил ему гоночный байк с двигателем 350 куб.см. В 1932 году Пьеро выиграл чемпионат Европы по мотогонкам в классе 500 куб.см. на мотоцикле марки Norton. Также до Второй мировой войны стартовал в двух сезонах чемпионата Европы (AIACR), выиграл один из этапов.
После войны выступал на протяжении шести сезонов Формулы-1 (1950-1956, кроме сезона 1953). Таруффи дебютировал в Формуле-1 в её первом в истории сезоне (1950). В последней гонке в Италии он не смог финишировать, поучаствовав, однако, в борьбе за титул: он предоставил свою машину Фанхио, но это не помогло: Фанхио все же сошёл и проиграл борьбу за титул. В следующем сезоне он, выступая за команду Феррари, трижды финишировал в очковой зоне, причем один раз — на подиуме, и стал 6-м в общем зачете. Наконец сезон 1952 года стал для него самым успешным в карьере: он один раз победил, ещё два раза приезжал на подиум, и в результате добился третьего места в чемпионате. Далее Таруффи перенес своё внимание на гонки спортивных автомобилей, проведя последнюю гонку на Гран-при Италии 1956 года. Всего Пьеро участвовал в 19 Гран-при чемпионата мира (один раз не вышел на старт), одержал одну победу, пять раз был на подиуме, и единожды показал быстрейший круг. Неоднократно участвовал во внезачётных гонках Формулы-1, в которых также одерживал победы.
Стартовал в гонке 24 часа Ле-Мана 1953 года, но без особого успеха. Финальным сезоном в автоспорте для Пьеро стал 1957-й. Он стал победителем последней гонки Mille Miglia в её спортивном варианте, на Ferrari 315 S. А завершающей гонкой для Таруффи стала Targa Florio-1957, в которой он занял второе место.

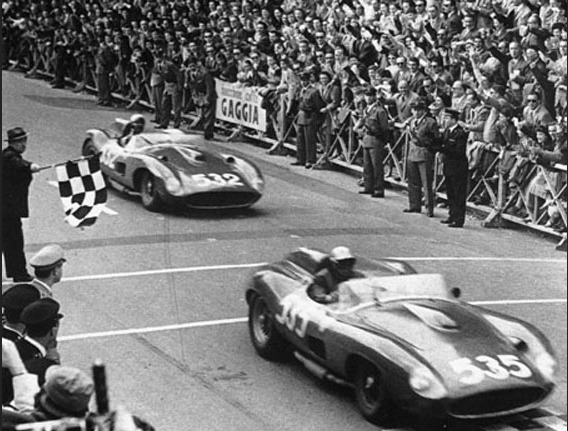
Пьеро Таруффи финиширует первым в Mille Miglia-1957 на Ferrari 315 S

## Статистика выступлений

### Результаты в чемпионате Европы (AIACR)
Жирным шрифтом выделены поул-позиции
| Год  | Команда    | Производитель | 1     | 2        | 3     | 4        | 5     | Место | Очки* |
| ---- | ---------- | ------------- | ----- | -------- | ----- | -------- | ----- | ----- | ----- |
| 1935 | Bugatti    | Bugatti       | БЕЛ 6 | ГЕР Сход | ШВА   | ИТА 5    | ИСП 1 | 11    | 31    |
| 1938 | Alfa Romeo | Alfa Romeo    | ФРА   | ГЕР Сход | ШВА 6 | ИТА Сход |       | 12    | 26    |

### Результаты в Формуле-1
| Легенда к таблице |                                                                    |
| --- | ------------------------------------------------------------------ |
| В таблице перечислены результаты всех Гран-при Формулы-1, в которых принимал участие гонщик. Строками таблицы являются сезоны, столбцами — этапы чемпионата мира. В каждой клетке указаны сокращённое название этапа и результат, дополнительно обозначенный цветом. Расшифровка обозначений и цветов представлена в нижеследующей таблице. |                                                                    |
| \| Пример \| Описание \| \| ------------ \| ------------------------------------------------------------------ \| \| 1 \| Победитель \| \| 2 \| Второе место \| \| 3 \| Третье место \| \| 5 \| Финишировал, заработав очки \| \| Сход \| Не финишировал, но при этом заработал очки \| \| 12 \| Финишировал, не получив очков \| \| НКЛ \| Финишировал, но не попал в финальную классификацию \| \| 15 \| Участвовал вне зачёта, либо по отдельной классификации \| \| 18 \| Не финишировал, но попал в финальную классификацию \| \| Сход \| Не финишировал \| \| НКВ \| Не прошёл квалификацию \| \| НПКВ \| Не прошёл предквалификацию \| \| ДСК \| Дисквалифицирован \| \| ИСК \| Исключён из протокола соревнований \| \| ТТ \| Заявлен для участия только в тренировках \| \| НС \| Участвовал в квалификации, но не стартовал в гонке \| \| Т \| Травмирован или болен \| \| ОТК \| Отказ от участия \| \| НТР \| Прибыл на соревнования, но на трассу не выезжал \| \| НПР \| Был заявлен в числе участников, но не прибыл к началу соревнований \| \| О \| Соревнования отменены \| \| \| Не участвовал \| \| Поул-позиция \| \| \| Быстрый круг \| \| |                                                                    |
| Пример | Описание                                                           |
| 1 | Победитель                                                         |
| 2 | Второе место                                                       |
| 3 | Третье место                                                       |
| 5 | Финишировал, заработав очки                                        |
| Сход | Не финишировал, но при этом заработал очки                         |
| 12 | Финишировал, не получив очков                                      |
| НКЛ | Финишировал, но не попал в финальную классификацию                 |
| 15 | Участвовал вне зачёта, либо по отдельной классификации             |
| 18 | Не финишировал, но попал в финальную классификацию                 |
| Сход | Не финишировал                                                     |
| НКВ | Не прошёл квалификацию                                             |
| НПКВ | Не прошёл предквалификацию                                         |
| ДСК | Дисквалифицирован                                                  |
| ИСК | Исключён из протокола соревнований                                 |
| ТТ | Заявлен для участия только в тренировках                           |
| НС | Участвовал в квалификации, но не стартовал в гонке                 |
| Т | Травмирован или болен                                              |
| ОТК | Отказ от участия                                                   |
| НТР | Прибыл на соревнования, но на трассу не выезжал                    |
| НПР | Был заявлен в числе участников, но не прибыл к началу соревнований |
| О | Соревнования отменены                                              |
| | Не участвовал                                                      |
| Поул-позиция |                                                                    |
| Быстрый круг |                                                                    |

| Сезон | Команда                   | Шасси                   | Двигатель                 | Ш | 1     | 2     | 3        | 4      | 5        | 6     | 7        | 8        | 9   | Место | Очки |
| ----- | ------------------------- | ----------------------- | ------------------------- | - | ----- | ----- | -------- | ------ | -------- | ----- | -------- | -------- | --- | ----- | ---- |
| 1950  | SA Alfa Romeo             | Alfa Romeo 158          | Alfa Romeo 158 1,5 L8S    | P | ВЕЛ   | МОН   | 500      | ШВА    | БЕЛ      | ФРА   | ИТА Сход |          |     | —     | 0    |
| 1951  | Scuderia Ferrari          | Ferrari 375             | Ferrari 375 4,5 V12       | P | ШВА 2 | 500   | БЕЛ Сход | ФРА    | ВЕЛ      | ГЕР 5 | ИТА 5    | ИСП Сход |     | 6     | 10   |
| 1952  | Scuderia Ferrari          | Ferrari 500             | Ferrari 500 2,0 L4        | P | ШВА 1 | 500   | БЕЛ Сход | ФРА 3  | ВЕЛ 2    | ГЕР 4 | НИД      | ИТА 7    |     | 3     | 22   |
| 1954  | Scuderia Ferrari          | Ferrari 625             | Ferrari 107 2,5 L4        | P | АРГ   | 500   | БЕЛ      | ФРА    | ВЕЛ      | ГЕР 6 | ШВА      | ИТА      | ИСП | —     | 0    |
| 1955  | Scuderia Ferrari          | Ferrari 555 Supersqualo | Ferrari 106 2,5 L4        | Е | АРГ   | МОН 8 | 500      | БЕЛ НС | НИД      |       |          |          |     | 6     | 9    |
| 1955  | Daimler-Benz AG           | Mercedes-Benz W196      | Mercedes-Benz M196 2,5 L8 | C |       |       |          |        |          | ВЕЛ 4 | ИТА 2    |          |     | 6     | 9    |
| 1956  | Officine Alfieri Maserati | Maserati 250F           | Maserati 250F 2,5 L6      | P | АРГ   | МОН   | 500      | БЕЛ    | ФРА Сход | ВЕЛ   | ГЕР      |          |     | —     | 0    |
| 1956  | Vandervell Products Ltd   | Vanwall VW (56)         | Vanwall 254 2,5 L4        | P |       |       |          |        |          |       |          | ИТА Сход |     | —     | 0    |

1. ↑  После 25 кругов отдал автомобиль Фанхио, который еще через 9 кругов сошёл с дистанции из-за проблем с двигателем.
2. ↑  После 50 круга отдал автомобиль Фреру.

#### Внезачётные Гран-при Формулы-1
| Сезон | Команда          | Шасси          | Двигатель              | 1   | 2     | 3     | 4   | 5   | 6   | 7   | 8   | 9   | 10    | 11  | 12    | 13    | 14    | 15  | 16  | 17    | 18  | 19  | 20  | 21  | 22  | 23  | 24  | 25  | 26  | 27  | 28  | 29  | 30  | 31  | 32  | 33  | 34  | 35  |
| ----- | ---------------- | -------------- | ---------------------- | --- | ----- | ----- | --- | --- | --- | --- | --- | --- | ----- | --- | ----- | ----- | ----- | --- | --- | ----- | --- | --- | --- | --- | --- | --- | --- | --- | --- | --- | --- | --- | --- | --- | --- | --- | --- | --- |
| 1950  | Alfa Romeo SpA   | Alfa Romeo 158 | Alfa Romeo 158 1.5 L8s | PAU | RIC   | SRM   | PAR | EMP | BAR | JER | ALB | NED | NAT 3 | NOT | ULS   | PES   | STT   | INT | GOO | PEN 3 |     |     |     |     |     |     |     |     |     |     |     |     |     |     |     |     |     |     |
| 1951  | Scuderia Ferrari | Ferrari 500    | Ferrari Straight-4     | SYR | PAU   | RIC   | SRM | BOR | INT | PAR | ULS | SCO | NED   | ALB | PES   | BAR 3 | GOO   |     |     |       |     |     |     |     |     |     |     |     |     |     |     |     |     |     |     |     |     |     |
| 1952  | Scuderia Ferrari | Ferrari 500    | Ferrari 500 2.0 L4     | RIO | SYR 2 | VAL 2 | RIC | LAV | PAU | IBS | MAR | AST | INT   | ELÄ | NAP 2 | EIF   | PAR 1 | ALB | FRO |       |     |     |     |     |     |     |     |     |     |     |     |     |     |     |     |     |     |     |
| 1952  | Scuderia Ferrari | Ferrari 375    | Ferrari 375 4.5 V12    |     |       |       |     |     |     |     |     |     |       |     |       |       |       |     |     | ULS 1 | MNZ | LAC | ESS | MAR | SAB | CAE | DMT | COM | NAT | BAU | MOD | CAD | SKA | MAD | AVU | JOE | NEW | RIO |